# Lou (Kurzfilm)
Lou ist ein US-amerikanischer computeranimierter Zeichentrickfilm. Der Kurzfilm entstand unter der Regie von Dave Mullins und wurde von Pixar Animation Studios produziert und gemeinsam mit dem Film Cars 3: Evolution am 16. Juni 2017 veröffentlicht. Der Film wurde 2018 als bester animierter Kurzfilm für den Oscar nominiert.

## Handlung
Die Fundkiste in einem Kindergarten ist die Heimat von Lou. Dieses ist eine Gestalt, die aus verschiedenen, nicht benötigten Gegenständen besteht. Jeden Tag sammelt Lou die Sachen zusammen, die die Kinder in der Pause zurücklassen. Am nächsten Tag legt die Gestalt die Sachen auf dem Spielplatz aus, damit die Besitzer diese wiederfinden. Ein Fiesling namens J.J. beginnt eines Tages, die Spielsachen anderer Kinder zu nehmen und in seinen Rucksack zu stecken.
Lou beobachtet dies und beginnt, die Spielsachen wieder aus dessen Rucksack zu nehmen. J.J. erwischt ihn jedoch dabei und verfolgt Lou. Während der Verfolgungsjagd sieht Lou ein Namensschild auf J.J.s Unterwäsche, das zu einem Spielzeug passt, das noch immer in der Fundkiste ruht. Dieser Teddybär gehört J.J., wurde diesem aber von einem anderen Fiesling weggenommen. J.J. sieht den Bären, bekommt ihn aber erst von Lou zurück, als dieser der Gestalt alle weggenommenen Spielsachen zurückgibt.
J.J. findet schlussendlich Gefallen daran, die Spielsachen den anderen Kindern zu retournieren, auch die Spielsachen, aus denen Lou besteht. Zurück bei der Fundbox sieht J.J., dass sein Teddybär das letzte übriggebliebene Spielzeug in der Kiste ist.

## Auszeichnungen
Oscarverleihung 2018
- Nominierung als bester animierter Kurzfilm[1]